# Damien Pichereau
Damien Pichereau, né le 28 janvier 1988 à Mamers (Sarthe), est un homme politique français.
Membre de l'Union pour un mouvement populaire de 2011 à 2013, puis de La République en marche, il est député de la 1re circonscription de la Sarthe de 2017 à 2022.

## Biographie
Fils d’ouvriers et petit-fils d’agriculteurs, il grandit au cœur du Perche, à Suré. Après avoir obtenu son baccalauréat à Mamers, il poursuit des études de commerce à Paris. Il occupe ensuite un poste de commercial dans plusieurs entreprises sarthoises du secteur automobile. D'abord adhérent à l'UMP de 2011 à 2013, il rejoint En marche en 2016 et crée un comité local au Mans[réf. nécessaire]. Il devient ensuite référent des Jeunes avec Macron en Sarthe[source insuffisante].
Lors des élections législatives de 2017, il est élu député dans la première circonscription de la Sarthe en recueillant 50,09 % des voix au second tour face à Christelle Morançais (LR).
Spécialiste du transport routier et des infrastructures, il signe plusieurs rapports sur le sujet. Auteur d'un rapport sur les véhicules légers, il rassemble autour de lui plusieurs députés pour négocier avec le gouvernement et parvient, en 2018, à faire passer deux propositions fiscales sur le sujet via des amendements. Il est l'un des deux responsables du groupe LREM sur le projet de loi d'orientation des mobilités, dont il coordonne les volets « gouvernance » et « infrastructures »,.
En 2019, après avoir voté en faveur du traité de libre-échange CETA, il reçoit des menaces venant d'agriculteurs et décide de ne plus se rendre aux comices agricoles de sa circonscription.
En mai 2020, il rejoint En commun, parti lancé par la ministre de la Transition écologique Barbara Pompili au sein de la majorité présidentielle.
Il devient lobbyiste pour l’entreprise REV Mobilities après la fin de son mandat de député en 2022.